# Francisco Nazaré
Pour les articles homonymes, voir Nazaré et Francisco Santos.
Francisco dos Santos, plus communément appelé Francisco Nazaré, est un footballeur portugais né le 8 mars 1904 et mort à une date inconnue. Il évoluait au poste d'attaquant.

## Biographie

### En club
Francisco Nazaré joue au Vitória Setúbal de 1925 à 1931,.

### En équipe nationale
International portugais, il reçoit deux sélections en équipe du Portugal entre 1930 et 1931. Le 8 juin 1930, il dispute un match contre la Belgique (défaite 1-2 à Anvers). Le 12 avril 1931, il joue une rencontre contre l'Italie (défaite 0-2 à Porto).